# وجهات النظر الليبرتارية حول الإجهاض
يشجع الليبرتاريون (التحرريون) على الحرية الفردية ويسعون إلى تقليل دور الدولة. الجدل المتعلق بالإجهاض قائم بشكل أساسي ضمن الليبرتارية اليمينية بين الليبراليين الثقافيين والمحافظين الاجتماعيين إذ يرى الليبرتاريون اليساريون عمومًا أنها قضية محسومة مرتبطة بالحقوق الفردية، فهم يدعمون الوصول القانوني إلى الإجهاض باعتباره جزءًا مما يرونه حق المرأة في التحكم في جسدها ووظائفه. هاجم اليمين الديني والمفكرون المحافظون هؤلاء الليبرتاريين لدعمهم حق الإجهاض، خاصة بعد انهيار الاتحاد السوفيتي. يدّعي الليبرتاريون المحافظون أن المبادئ الليبرتارية مثل مبدأ عدم الاعتداء تنطبق على البشر منذ التخصيب وأن حق الحياة العالمي ينطبق على الأجنة وهي في الرحم. بالتالي، يعبر بعض هؤلاء الأفراد عن مناهضتهم للإجهاض القانوني. ووفقًا لدراسة استقصائية أجريت في 2013، يعارض 5.7\10 من الليبرتاريين الأمريكيين تقييد الإجهاض.

## دعم الإجهاض القانوني
جادلت الروائية الأمريكية المولودة في روسيا آين راند بأن فكرة امتلاك الجنين الحق في الحياة هي «هراء خبيث» وقالت: «ليس للمضغة حقوق. [...] لا يمكن للطفل أن يكتسب أي حقوق حتى يولد». وكتبت أيضًا: «الإجهاض حق أخلاقي - ينبغي أن يُترك لتقدير المرأة المعنية وحدها. من الناحية الأخلاقية، لا ينبغي الأخذ بعين الاعتبار سوى رغبتها في هذه المسألة». صرح ليونارد بيكوف، وهو زميل مقرب من آين راند وشريك مؤسس لمعهد آين راند، بما يلي:
«هذا الشيء النامي الصغير، تلك الكتلة من البروتوبلازم، موجودة بصفتها جزء من جسد المرأة. ليس كائنًا حيًا مستقلًا بيولوجيًا، ناهيك عن كونه شخصًا. [...] الحكم على امرأة بالتضحية بحياتها من أجل مضغة لا يؤيد «الحق في الحياة». إن ادعاء المناهضين للإجهاض بأنهم «مؤيدون للحياة» هو كذبة كبيرة كلاسيكية. لا يمكنك أن تكون مؤيدًا للحياة ومع ذلك تطالب بالتضحية بفرد حقيقي حي من أجل مجموعة من الأنسجة. المناهضون للإجهاض ليسوا محبين للحياة - ربما هم محبون للأنسجة. لكن موقفهم يميزهم على أنهم كارهون للبشر الحقيقيين».
كتب الفيلسوف اللاسلطوي الرأسمالي واقتصادي المدرسة النمساوية موراي روثبورد «لا يمتلك أي كائن الحق في الحياة، دون دعوة، متطفلًا ضمن جسد شخص ما أو عليه» وبالتالي يحق للمرأة إخراج الجنين من جسدها في أي وقت. كتب روثبورد أيضًا، موضحًا حق المرأة في «إخراج الجنين من جسدها»، إن «كل طفل -بمجرد ولادته وبالتالي كونه لم يعد موجودًا داخل جسد والدته- يمتلك الحق في الملكية الذاتية بحكم كونه كيانًا منفصًلا وشخصًا بالغًا محتملًا. لذا يجب أن يكون من غير القانوني وانتهاكًا لحقوق الطفل اعتداء أحد الوالدين على شخصه من خلال تشويهه أو تعذيبه أو قتله وما إلى ذلك». عارض روثبورد أيضًا أي تدخل فيدرالي في حق الحكومات المحلية بصياغة قوانينها الخاصة، لذا عارض قرار المحكمة العليا في قضية رو ضد ويد. وأعرب عن اعتقاده أن الولايات ينبغي أن تكون قادرة على صياغة سياسات الإجهاض الخاصة بها. وناهض تمويل دافعي الضرائب لعيادات الإجهاض، وكتب «من الوحشي بشكل غريب إجبار أولئك الذين يكرهون الإجهاض ويعتبرونه جريمة قتل على دفع ثمن جرائم القتل هذه».
خلص لاسلطوي القرن التاسع عشر الفردي بنجامين تاكر في البداية إلى أنه لا ينبغي لأحد أن يتدخل لمنع إهمال الطفل، ولكن يمكن منع اعتداء مقصود عليه. قرر تاكر، بعد أن أعاد النظر في رأيه، أن القسوة الأبوية ليست ذات طبيعة عدائية وبالتالي لا ينبغي حظرها. يستند رأي تاكر إلى أنه كان يعتبر الطفل ملكًا للأم أفي ثناء وجوده في رحمها وحتى وقت تحرره (أي السن التي يكون فيها قادرًا على التعاقد وإعالة نفسه) ما لم تكن الأم قد تخلصت من ثمرة رحمها بموجب عقد. في غضون ذلك، اعترف تاكر بحق الأم بالتخلص من ممتلكاتها بما تراه مناسبًا. وفقًا لمنطق تاكر، «الدخيل الذي يستخدم القوة على الطفل لا ينتهك الطفل، بل أمه، وقد يُعاقب بحق على قيامه بذلك».
أنشأت رابطة النسويات الليبرتاريات في «الحق في الإجهاض: دفاع ليبرتاري» ما يسمونه «دفاعًا فلسفيًا منهجيًا عن القضية الأخلاقية للإجهاض من منظور ليبرتاري». يستنتج ما يلي: «التضحية بالأشخاص الحاليين من أجل الأجيال القادمة، سواء في معسكرات العمل القسري من أجل الكوابيس الطوباوية للماركسيين أو الفاشيين، أو في حالات الحمل غير المرغوب بها والإنجاب الإجباري والإجهاض في الخفاء من أجل طمأنينة عبّاد الأجنة، هو إقامة للجحيم على الأرض».

أيدت مجلة كابيتاليزم ماغازين موقف حقوق الإجهاض، وكتبت:
«ليس للجنين الحق في أن يكون في رحم أي امرأة [أجل، لكن إزالته تنطوي على القتل نوعًا ما لذلك ...]، ولكنه هناك بإذنها. يجوز للمرأة إلغاء هذا الإذن في أي وقت، لأن رحمها جزء من جسدها... لا يوجد شيء اسمه الحق في الحياة داخل جسد شخص آخر [أجل، لا يوجد أيضًا حق في التمسك بشخص ما، ولكن لا يمكنك إسقاط شخص ما من على جرف لأنك لا تريده أن يتمسك بك]، أي أنه لا يوجد حق في الاستعباد... المرأة ليست خنزير تكاثر مملوكًا من قبل الدولة (أو الكنيسة). حتى لو تطور الجنين إلى درجة البقاء على قيد الحياة بصفته كائنًا مستقلًا خارج رحم المرأة الحامل، ليس للجنين الحق في أن يكون داخل رحم المرأة [أيضًا، لماذا تقتل طفلك لأنك تريد رحمًا فارغًا؟].
رفض هاري براون، مرشح الحزب الليبرتاري للرئاسة في 1996 و2000، مصطلحي «مؤيد للحياة» و«مؤيد للاختيار» وقال عن الإجهاض: «بغض النظر عن رأينا في الإجهاض، فإننا نعرف شيئًا واحدًا: الحكومة غير نافعة، وهي عاجزة عن القضاء على الإجهاض بقدر عجزها عن القضاء على الفقر أو المخدرات».
كان للمرشح الرئاسي للحزب الليبرتاري لعام 2004 مايكل بادناريك موقف مشابه، إذ كتب: «أنا أعارض سيطرة الحكومة على قضية الإجهاض. أعتقد أن منح الحكومة السيطرة على هذه القضية يمكن أن يؤدي إلى المزيد من عمليات الإجهاض عوضًا عن تقليلها، لأن بندول السلطة يتأرجح ذهابًا وإيابًا بين اليسار واليمين. يمكن أن يضع هذا التحول القدرة على وضع السياسة في أيدي أولئك الذين يطالبون بفرض تحديد نسل صارم. إن الحكومة التي يمكنها حظر الإجهاض يمكنها أيضًا فرضه بسهولة، كما هو الحال في الصين حاليًا». أراد المرشح الرئاسي للحزب لعام 2012 غاري جونسون إبقاء الإجهاض قانونيًا.

### البرنامج الوطني للحزب الليبرتاري الأمريكي
ينص المنبر السياسي للحزب الليبرتاري لعام 2012 على ما يلي: «إدراكًا منا بأن الإجهاض قضية حساسة وأنه يمكن للناس أن يحملوا وجهات نظر حسنة النية من جميع الأطراف، نعتقد أنه يجب إبعاد الحكومة عن هذه المسألة، وترك الأمر لكل شخص وفق تقدير ضميره».

### المنظمات الأخرى
تشمل المنظمات الليبرتارية الأخرى لحقوق الإجهاض رابطة النسويات الليبرتاريات والليبرتاريون المؤيدون لحرية الاختيار.